# Карл XII
Карл XII  (на шведски: Karl XII) е крал на Швеция от 1697 г. от династията Вителсбахи. Днес за шведите той е млад и отдаден на военното дело национален герой, който запазва абсолютната власт, установена от неговия баща Карл XI и ръководи шведската армия по време на Великата северна война (1699 – 1721), преживявайки целия си живот в защита на страната си от съюза на Дания, Полша и Русия, а по-късно – и на Прусия и Хановер.

## Произход и ранни години
Роден е на 27 юни 1682 година в Стокхолм, Швеция. Той е най-голям син на Карл XI (1660 – 1697) и Улрика Елеонора Датска. Добре образован е във всички основни науки, включително математика, философия, теология и изкуства и следователно е подготвен да бъде крал. Особено внимание е обърнато на политическото и военното му обучение, към които изпитва видимо увлечение. Обича музиката, театъра и архитектурата, говори свободно немски и латински език.

## Управление
Първоначално вместо 15-годишния крал управлява 5-членно регентство, но още през 1697 г. аристокрацията му предлага пълната власт. Нейната цел е да манипулира по-лесно едно непълнолетно момче, но остава излъгана. Още щом парламентът го обявява за пълновластен господар на Швеция, Карл усвоява цялата власт и повече не я споделя с никого. Слаб, блед, но с волево лице, той впечатлява с излъчваната сила и готовността да поеме напълно отговорностите си на крал.
Големият талант на Карл XII е военното дело. Той обича да живее скромно с войниците, лично ги води в битките, с което им вдъхва смелост и решителност да се бият. Не тактическо надхитряване на противника, а неустоимата мощ на армията под негово командване се оказва решаващият фактор за многобройните му победи. Още в началото на управлението му се създава ситуация, в която може да покаже тези си заложби. Държащата повечето ключови точки в балтийския регион Швеция е нападната от желаещите да върнат загубените си в миналото земи Полша и Русия, и от жадната за реванш Дания. В първите месеци на 1700 г. шведите, под командата на 17-годишния тогава Карл, принуждават Дания да капитулира, а по-късно разбиват руснаците в битката при Нарва. В тази битка военното превъзходство на шведската армия над силите на Петър I се вижда много добре – шведите са 8000, а руснаците 40 000. Въпреки това руснаците са обърнати в бягство и изоставят опита си да излязат на Балтийско море.
След това обаче за шведския крал се зареждат години на безплодни победи срещу Полша и Саксония (свързани под общата власт на Август II). Докато накрая през 1706 г. Август се предава, Русия съумява да се възстанови и да изгони шведите от Прибалтика. Големият поход на Карл против Русия през 1707 г. завършва с поражението му при Полтава, където е ранен и изнесен от бойното поле в безсъзнание. Попаднал с около 1400 души в Османската империя, Карл провокира султан Ахмед III да влезе в конфликт с Русия през 1711 г. Когато по-късно става неудобен, той е прогонен със сила. През 1715 г. отново, след повече от десетилетие, стъпва в своето кралство.
Историците оценяват Карл XII като военен гений, но слаб политик. Имал е достатъчно възможности да проведе войната по по-разумен начин, без да се самозабравя и да вярва, че не може да бъде победен. Неговата склонност към хазартни действия и дългото му отсъствие от родината дават възможност на Русия да завземе не само Прибалтика, но и Финландия и така да постави Швеция в безизходица. Карл не желае да преговаря за мир до последния си дъх. В края на 1718 г. е убит от случаен куршум при обсадата на норвежката крепост Фредриксхал (днес Халден, Норвегия), тогава под властта на Дания. Не е сигурно дали куршумът не идва от войник от неговия лагер.
Карл така и не доживява да види подписан унизителния за Швеция договор от Нищад, с който се слага край на „златната епоха“ в шведската история. Карл XII е свързан и с българската история, тъй като престоя си в Османската империя преминава през Странджа. Това пътуване е свързано с масово кръщаване на децата на местните селяни с името Карл, като и до днес това име се среща в странджанския регион.